# Yaxuná
Yaxuná (también Yaxunah) es una localidad perteneciente al municipio de Yaxcabá, uno de los 106 municipios del estado de Yucatán, México.
Se encuentra aproximadamente 25 km al Sureste de Chichén Itzá y contiene un importante yacimiento arqueológico maya.

## Toponimia
La palabra Yaxunah significa en idioma maya:  ‘Primera Casa' o 'La casa de color aturquesado'.

## Sitio arqueológico

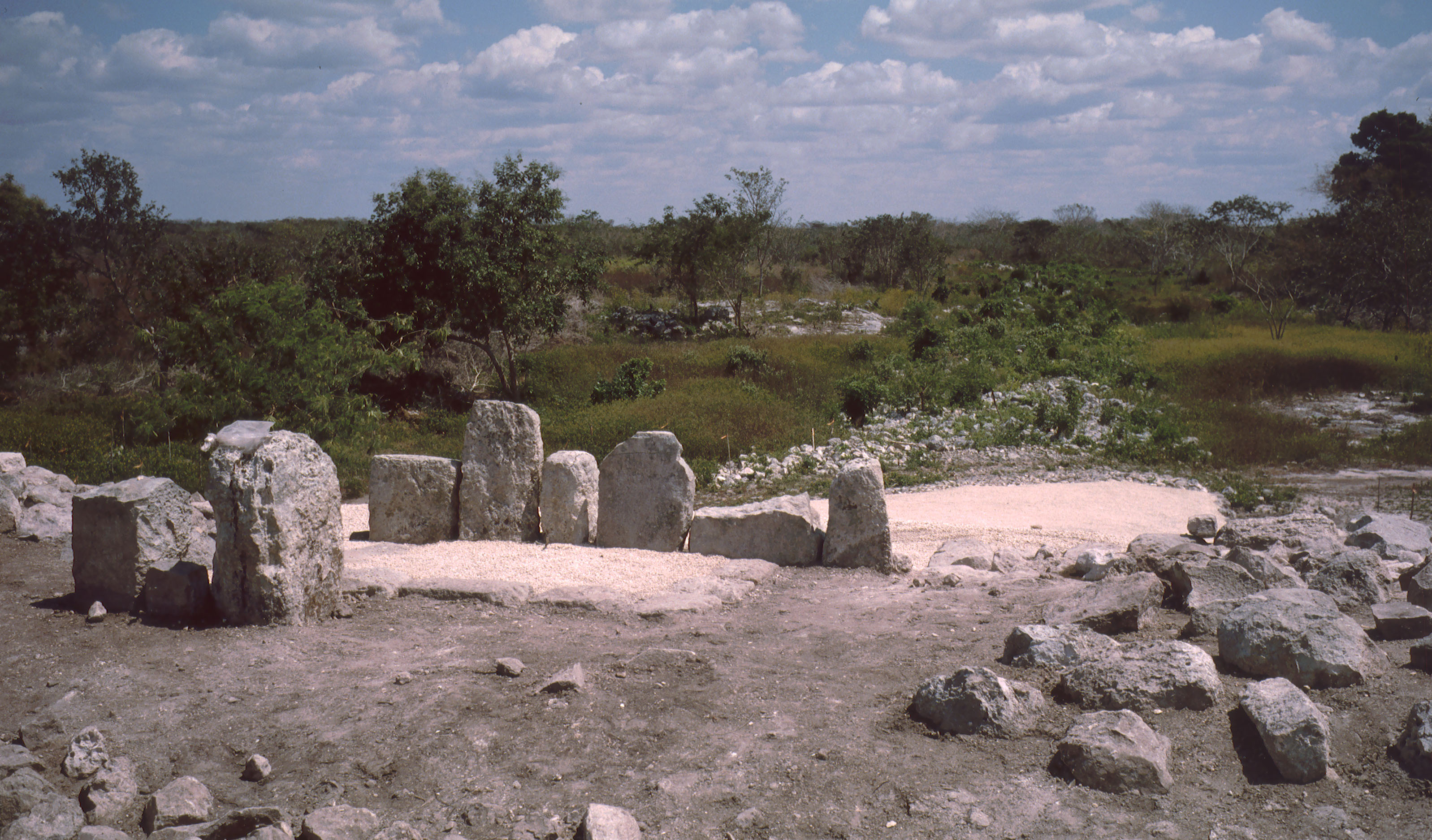
Sacbé que parte de Yaxunah.

El yacimiento arqueológico estuvo ocupado de una manera continuada entre el periodo clásico medio y el periodo posclásico. En este último periodo hubo una guerra con Chichén Itzá, que se aprecia por la construcción de muros de protección, y la población disminuyó considerablemente.
Durante el periodo clásico se construyó el camino elevado pavimentado (sacbé) a Cobá, a 100 km de distancia. Destaca en el yacimiento la Acrópolis Norte, formada por una larga plataforma con tres estructuras piramidales. En el clásico terminal, se decoraron algunos edificios en el estilo Puuc, como la Casa del Consejo de la Guerra (Popol Nah), donde se celebró el llamado "ritual de la terminación", durante la conquista y destrucción de este lugar por parte de Chichén Itzá. Durante el ritual se colocaron depósitos de terminación bloqueando pasillos, cuartos y otras rutas de acceso; éstos contienen objetos de valor y despojos humanos.
El INAH ha descubierto estructuras y sepulturas de pobladores del siglo V d. C. Al oeste de las ruinas, a unos dos kilómetros, hay un cenote de gran belleza, y a cuatrocientos metros de éste se halla el poblado moderno de Yaxuná, de poco más de 600 habitantes, que todavía practican el cultivo de roza, tumba y quema de maíz en la selva. Junto al cenote hay una pequeña ciudadela, Xcán Ha.
El centro cultural comunitario inaugurado el 16 de octubre de 2010, el centro cultural como orgullo del pueblo Yaxunah tiene como un objetivo principal compartir la cultura de la comunidad al mundo, así como almacenar información de la zona arqueológica.

## Comunidad
Ubicada a un kilómetro aprox. de su zona arqueológica, la comunidad cuenta con:
- Escuela primaria
- Escuela Tele-secundaria
- Centro de salud
- Centro cultural comunitario
- Parador turístico
- Cenote
- Iglesia católica
- Campo deportivo